# Angoulême (quận)
Quận Angoulême là một quận của Pháp, nằm ở tỉnh Charente, ở vùng Nouvelle-Aquitaine. Quận này có 21 tổng và 245 xã.

## Các đơn vị hành chính

### Các tổng
Các tổng của quận Angoulême là: 
1. Aigre
2. Angoulême-Est
3. Angoulême-Nord
4. Angoulême-Ouest
5. Aubeterre-sur-Dronne
6. Blanzac-Porcheresse
7. Chalais
8. La Couronne
9. Gond-Pontouvre
10. Hiersac
11. Mansle
12. Montbron
13. Montmoreau-Saint-Cybard
14. La Rochefoucauld
15. Rouillac
16. Ruelle-sur-Touvre
17. Ruffec
18. Saint-Amant-de-Boixe
19. Soyaux
20. Villebois-Lavalette
21. Villefagnan

### Các xã
Các xã của quận Angoulême, và mã INSEE là: 
| 1. Agris (16003)                         | 2. Aignes-et-Puypéroux (16004)         | 3. Aigre (16005)                      | 4. Ambérac (16008)                     |
| 5. Anais (16011)                         | 6. Angoulême (16015)                   | 7. Anville (16017)                    | 8. Asnières-sur-Nouère (16019)         |
| 9. Aubeterre-sur-Dronne (16020)          | 10. Aubeville (16021)                  | 11. Auge-Saint-Médard (16339)         | 12. Aunac (16023)                      |
| 13. Aussac-Vadalle (16024)               | 14. Balzac (16026)                     | 15. Barbezières (16027)               | 16. Bardenac (16029)                   |
| 17. Barro (16031)                        | 18. Bayers (16033)                     | 19. Bazac (16034)                     | 20. Bellon (16037)                     |
| 21. Bernac (16039)                       | 22. Bessac (16041)                     | 23. Bessé (16042)                     | 24. Bignac (16043)                     |
| 25. Bioussac (16044)                     | 26. Blanzac-Porcheresse (16046)        | 27. Blanzaguet-Saint-Cybard (16047)   | 28. Bonnes (16049)                     |
| 29. Bonneville (16051)                   | 30. Bors-de-Montmoreau (16052)         | 31. Bouëx (16055)                     | 32. Brettes (16059)                    |
| 33. Brie (16061)                         | 34. Brie-sous-Chalais (16063)          | 35. Bunzac (16067)                    | 36. Bécheresse (16036)                 |
| 37. Cellefrouin (16068)                  | 38. Cellettes (16069)                  | 39. Chadurie (16072)                  | 40. Chalais (16073)                    |
| 41. Champagne-Vigny (16075)              | 42. Champmillon (16077)                | 43. Champniers (16078)                | 44. Charmant (16082)                   |
| 45. Charmé (16083)                       | 46. Charras (16084)                    | 47. Chavenat (16092)                  | 48. Chazelles (16093)                  |
| 49. Chenommet (16094)                    | 50. Chenon (16095)                     | 51. Claix (16101)                     | 52. Combiers (16103)                   |
| 53. Condac (16104)                       | 54. Coulgens (16107)                   | 55. Coulonges (16108)                 | 56. Courbillac (16109)                 |
| 57. Courcôme (16110)                     | 58. Courgeac (16111)                   | 59. Courlac (16112)                   | 60. Couture (16114)                    |
| 61. Cressac-Saint-Genis (16115)          | 62. Curac (16117)                      | 63. Deviat (16118)                    | 64. Dignac (16119)                     |
| 65. Dirac (16120)                        | 66. Douzat (16121)                     | 67. Empuré (16127)                    | 68. Eymouthiers (16135)                |
| 69. Feuillade (16137)                    | 70. Fléac (16138)                      | 71. Fontclaireau (16140)              | 72. Fontenille (16141)                 |
| 73. Fouquebrune (16143)                  | 74. Fouqueure (16144)                  | 75. Garat (16146)                     | 76. Gardes-le-Pontaroux (16147)        |
| 77. Genac (16148)                        | 78. Gond-Pontouvre (16154)             | 79. Gourville (16156)                 | 80. Grassac (16158)                    |
| 81. Gurat (16162)                        | 82. Hiersac (16163)                    | 83. Jauldes (16168)                   | 84. Juignac (16170)                    |
| 85. Juillaguet (16172)                   | 86. Juillé (16173)                     | 87. Jurignac (16175)                  | 88. L'Isle-d'Espagnac (16166)          |
| 89. La Chapelle (16081)                  | 90. La Chèvrerie (16098)               | 91. La Couronne (16113)               | 92. La Faye (16136)                    |
| 93. La Forêt-de-Tessé (16142)            | 94. La Magdeleine (16197)              | 95. La Rochefoucauld (16281)          | 96. La Rochette (16282)                |
| 97. La Tâche (16377)                     | 98. Laprade (16180)                    | 99. Les Adjots (16002)                | 100. Les Essards (16130)               |
| 101. Les Gours (16155)                   | 102. Lichères (16184)                  | 103. Ligné (16185)                    | 104. Linars (16187)                    |
| 105. Londigny (16189)                    | 106. Longré (16190)                    | 107. Lonnes (16191)                   | 108. Lupsault (16194)                  |
| 109. Luxé (16196)                        | 110. Magnac-Lavalette-Villars (16198)  | 111. Magnac-sur-Touvre (16199)        | 112. Maine-de-Boixe (16200)            |
| 113. Mainfonds (16201)                   | 114. Mainzac (16203)                   | 115. Mansle (16206)                   | 116. Marcillac-Lanville (16207)        |
| 117. Mareuil (16208)                     | 118. Marillac-le-Franc (16209)         | 119. Marsac (16210)                   | 120. Marthon (16211)                   |
| 121. Mons (16221)                        | 122. Montboyer (16222)                 | 123. Montbron (16223)                 | 124. Montignac-Charente (16226)        |
| 125. Montignac-le-Coq (16227)            | 126. Montigné (16228)                  | 127. Montjean (16229)                 | 128. Montmoreau-Saint-Cybard (16230)   |
| 129. Mornac (16232)                      | 130. Moulidars (16234)                 | 131. Mouthiers-sur-Boëme (16236)      | 132. Mouton (16237)                    |
| 133. Moutonneau (16238)                  | 134. Médillac (16215)                  | 135. Nabinaud (16240)                 | 136. Nanclars (16241)                  |
| 137. Nanteuil-en-Vallée (16242)          | 138. Nersac (16244)                    | 139. Nonac (16246)                    | 140. Oradour (16248)                   |
| 141. Orgedeuil (16250)                   | 142. Orival (16252)                    | 143. Paizay-Naudouin-Embourie (16253) | 144. Palluaud (16254)                  |
| 145. Pillac (16260)                      | 146. Plaizac (16262)                   | 147. Plassac-Rouffiac (16263)         | 148. Poullignac (16267)                |
| 149. Poursac (16268)                     | 150. Pranzac (16269)                   | 151. Puymoyen (16271)                 | 152. Puyréaux (16272)                  |
| 153. Péreuil (16257)                     | 154. Pérignac (16258)                  | 155. Raix (16273)                     | 156. Rancogne (16274)                  |
| 157. Ranville-Breuillaud (16275)         | 158. Rioux-Martin (16279)              | 159. Rivières (16280)                 | 160. Ronsenac (16283)                  |
| 161. Rouffiac (16284)                    | 162. Rougnac (16285)                   | 163. Rouillac (16286)                 | 164. Roullet-Saint-Estèphe (16287)     |
| 165. Rouzède (16290)                     | 166. Ruelle-sur-Touvre (16291)         | 167. Ruffec (16292)                   | 168. Saint-Amant (16294)               |
| 169. Saint-Amant-de-Boixe (16295)        | 170. Saint-Amant-de-Bonnieure (16296)  | 171. Saint-Amant-de-Nouère (16298)    | 172. Saint-Angeau (16300)              |
| 173. Saint-Avit (16302)                  | 174. Saint-Ciers-sur-Bonnieure (16307) | 175. Saint-Cybardeaux (16312)         | 176. Saint-Eutrope (16314)             |
| 177. Saint-Fraigne (16317)               | 178. Saint-Front (16318)               | 179. Saint-Genis-d'Hiersac (16320)    | 180. Saint-Georges (16321)             |
| 181. Saint-Germain-de-Montbron (16323)   | 182. Saint-Gourson (16325)             | 183. Saint-Groux (16326)              | 184. Saint-Laurent-de-Belzagot (16328) |
| 185. Saint-Léger (16332)                 | 186. Saint-Martial (16334)             | 187. Saint-Martin-du-Clocher (16335)  | 188. Saint-Michel (16341)              |
| 189. Saint-Projet-Saint-Constant (16344) | 190. Saint-Quentin-de-Chalais (16346)  | 191. Saint-Romain (16347)             | 192. Saint-Saturnin (16348)            |
| 193. Saint-Sornin (16353)                | 194. Saint-Sulpice-de-Ruffec (16356)   | 195. Saint-Séverin (16350)            | 196. Saint-Yrieix-sur-Charente (16358) |
| 197. Sainte-Colombe (16309)              | 198. Salles-Lavalette (16362)          | 199. Salles-de-Villefagnan (16361)    | 200. Sers (16368)                      |
| 201. Sireuil (16370)                     | 202. Sonneville (16371)                | 203. Souffrignac (16372)              | 204. Souvigné (16373)                  |
| 205. Soyaux (16374)                      | 206. Taizé-Aizie (16378)               | 207. Taponnat-Fleurignac (16379)      | 208. Theil-Rabier (16381)              |
| 209. Torsac (16382)                      | 210. Tourriers (16383)                 | 211. Touvre (16385)                   | 212. Trois-Palis (16388)               |
| 213. Tusson (16390)                      | 214. Tuzie (16391)                     | 215. Valence (16392)                  | 216. Vars (16393)                      |
| 217. Vaux-Lavalette (16394)              | 218. Vaux-Rouillac (16395)             | 219. Ventouse (16396)                 | 220. Verdille (16397)                  |
| 221. Verteuil-sur-Charente (16400)       | 222. Vervant (16401)                   | 223. Vieux-Ruffec (16404)             | 224. Vilhonneur (16406)                |
| 225. Villebois-Lavalette (16408)         | 226. Villefagnan (16409)               | 227. Villegats (16410)                | 228. Villejoubert (16412)              |
| 229. Villejésus (16411)                  | 230. Villiers-le-Roux (16413)          | 231. Villognon (16414)                | 232. Vindelle (16415)                  |
| 233. Vœuil-et-Giget (16418)              | 234. Vouharte (16419)                  | 235. Voulgézac (16420)                | 236. Vouthon (16421)                   |
| 237. Vouzan (16422)                      | 238. Xambes (16423)                    | 239. Yviers (16424)                   | 240. Yvrac-et-Malleyrand (16425)       |
| 241. Ébréon (16122)                      | 242. Échallat (16123)                  | 243. Écuras (16124)                   | 244. Édon (16125)                      |
| 245. Étriac (16133)                      |                                        |                                       |                                        |